# Mycobacterium vaccae
Mycobacterium vaccae är en bakterie som förekommer i jord. Den har visat sig kunna förbättra humöret hos oss människor genom att främja utsöndrandet av signalsubstansen serotonin. Genom att påta i trädgården, eller på andra sätt komma i kontakt med jord, kan vi komma i kontakt med denna bakterie.
I djurstudier har man funnit att Mycobacterium vaccae kan lindra ångest och förbättra inlärningsförmågan. Forskare har genom att mata möss med bakterien sett att den kan lindra ångestrelaterade beteenden och även minska den tid det tar för mössen att ta sig igenom en labyrint. De möss som fick bakterien klarade av labyrinten dubbelt så snabbt som övriga möss.